# Bellegarde-en-Diois
Pour les articles homonymes, voir Bellegarde.
Bellegarde-en-Diois est une commune française située dans le département de la Drôme en région Auvergne-Rhône-Alpes.
Ses habitants sont dénommés les Bellegardois.

## Géographie

### Localisation
Bellegarde est située à 30 km au sud de Die et à 14 km au sud de Luc-en-Diois.

### Climat
Pour des articles plus généraux, voir Climat d'Auvergne-Rhône-Alpes et Climat de la Drôme.
En 2010, le climat de la commune est de type climat méditerranéen altéré, selon une étude du CNRS s'appuyant sur une série de données couvrant la période 1971-2000. En 2020, Météo-France publie une typologie des climats de la France métropolitaine dans laquelle la commune est exposée à un climat de montagne ou de marges de montagne et est dans la région climatique  Alpes du sud, caractérisée par une pluviométrie annuelle de 850 à 1 000 mm, minimale en été. 
Pour la période 1971-2000, la température annuelle moyenne est de 10,4 °C, avec une amplitude thermique annuelle de 17,5 °C. Le cumul annuel moyen de précipitations est de 960 mm, avec 8,1 jours de précipitations en janvier et 5,3 jours en juillet. Pour la période 1991-2020, la température moyenne annuelle observée sur la station météorologique installée sur la commune est de 10,5 °C et le cumul annuel moyen de précipitations est de 1 016,9 mm,. Pour l'avenir, les paramètres climatiques de la commune estimés pour 2050 selon différents scénarios d'émission de gaz à effet de serre sont consultables sur un site dédié publié par Météo-France en novembre 2022.
| Mois                                  | jan.             | fév.          | mars            | avril           | mai             | juin          | jui.           | août          | sep.          | oct.        | nov.           | déc.           | année      |
| ------------------------------------- | ---------------- | ------------- | --------------- | --------------- | --------------- | ------------- | -------------- | ------------- | ------------- | ----------- | -------------- | -------------- | ---------- |
| Température minimale moyenne (°C)     | −1,3             | −1,5          | 1,2             | 3,7             | 7,4             | 11            | 13,1           | 13,2          | 9,6           | 6,7         | 2,2            | −0,5           | 5,4        |
| Température moyenne (°C)              | 2,7              | 3,1           | 6,4             | 9               | 13              | 16,9          | 19,5           | 19,6          | 15,3          | 11,4        | 6,3            | 3,3            | 10,5       |
| Température maximale moyenne (°C)     | 6,7              | 7,7           | 11,5            | 14,3            | 18,5            | 22,8          | 25,9           | 25,9          | 21            | 16,2        | 10,3           | 7,2            | 15,7       |
| Record de froid (°C) date du record   | −19,5 12.01.1987 | −17 05.02.12  | −12 01.03.05    | −6,1 14.04.1998 | −1,7 05.05.1991 | 0 04.06.1984  | 3,8 13.07.1993 | 3 30.08.1986  | 0 27.09.20    | −5 28.10.12 | −10 28.11.1985 | −13,7 16.12.01 | −19,5 1987 |
| Record de chaleur (°C) date du record | 20,2 01.01.22    | 21,8 27.02.19 | 23,5 18.03.1993 | 26,7 09.04.11   | 30 22.05.22     | 36,7 28.06.19 | 39 30.07.1983  | 36,9 23.08.23 | 34 16.09.1987 | 28 09.10.23 | 25 03.11.1981  | 20 30.12.1983  | 39 1983    |
| Précipitations (mm)                   | 75,4             | 57,1          | 67,8            | 89,5            | 95,1            | 70,3          | 59,2           | 64,3          | 102,2         | 118,4       | 129,9          | 87,7           | 1 016,9    |

## Urbanisme

### Typologie
Au 1er janvier 2024, Bellegarde-en-Diois est catégorisée commune rurale à habitat très dispersé, selon la nouvelle grille communale de densité à 7 niveaux définie par l'Insee en 2022.
Elle est située hors unité urbaine et hors attraction des villes,.

### Occupation des sols
L'occupation des sols de la commune, telle qu'elle ressort de la base de données européenne d’occupation biophysique des sols Corine Land Cover (CLC), est marquée par l'importance des forêts et milieux semi-naturels (80,6 % en 2018), en diminution par rapport à 1990 (83,6 %). La répartition détaillée en 2018 est la suivante : 
forêts (60,5 %), milieux à végétation arbustive et/ou herbacée (20,1 %), zones agricoles hétérogènes (17,3 %), prairies (2 %). L'évolution de l’occupation des sols de la commune et de ses infrastructures peut être observée sur les différentes représentations cartographiques du territoire : la carte de Cassini (XVIIIe siècle), la carte d'état-major (1820-1866) et les cartes ou photos aériennes de l'IGN pour la période actuelle (1950 à aujourd'hui).

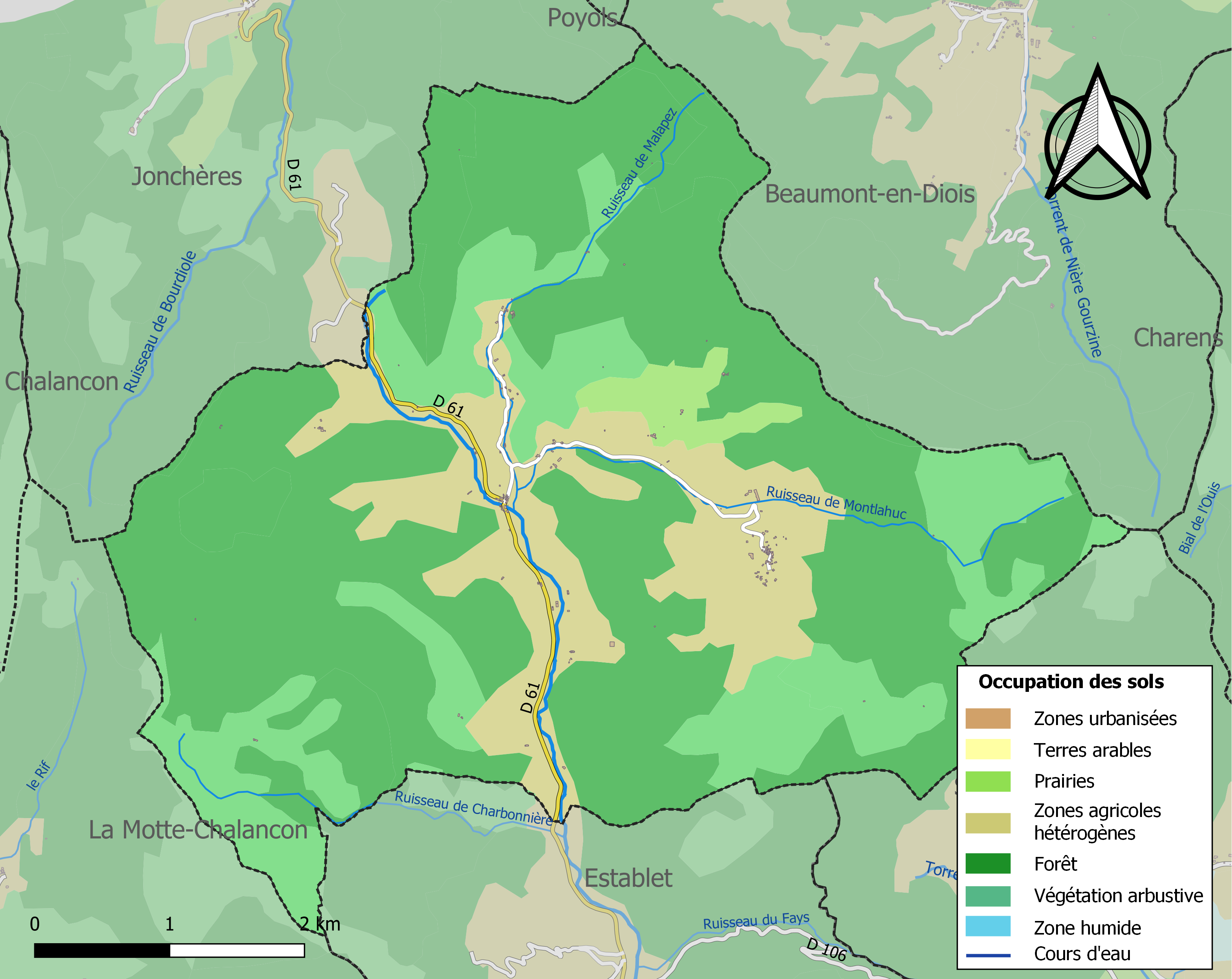
Carte des infrastructures et de l'occupation des sols de la commune en 2018 (CLC).

## Toponymie

### Attestations
Dictionnaire topographique du département de la Drôme :
- 1347 : Castrum de Bellagarda (Valbonnais, II, 550).
- 1509 : mention de l'église Saint-Pierre : Ecclesia Beati Petri Bellegarde (visites épiscopales).
- 1891 : Bellegarde, commune du canton de La Motte-Chalancon.

Non daté[réf. nécessaire] : Bellegarde-en-Diois.

### Étymologie
Le nom de la localité désignerait une forteresse : en occitan bêla garda, « belle tour de guet ».
La commune est précisée comme étant dans le pays du Diois.

## Histoire
Pour un article plus général, voir Histoire de la Drôme.

### Du Moyen Âge à la Révolution
La seigneurie :
- Fief du comté de Diois.
- Possession des Artaud d'Aix.
- Vers 1683 : passe (par mariage) aux Liotaud, derniers seigneurs.

Autre source : Fief des comtes de Die, puis des Montauban et des princes d'Orange.
Avant 1790, Bellegarde était une communauté de l'élection de Montélimar, subdélégation de Crest et du bailliage de Die, formant une paroisse du diocèse de Die. Son église, dédiée à saint Pierre, dépendait du prieur de Montlahuc qui avait la collation de la cure et les dîmes.

#### Montlahuc
Prieuré sous le vocable de saint Joseph, uni à celui de Bellegarde dans le cours du XVIe siècle. Montlahuc était également un fief qui, bien que distinct de celui de Bellegarde, eut toujours les mêmes seigneurs.
- 1231 : Mons Lugdunus (Gall. christ., XVI, 208).
- XIVe siècle : Prioratus Montis Lugduni (pouillé de Die).
- 1463 : Montaheu (inventaire de la chambre des comptes).
- XVIIIe siècle : Monlahuc (carte de Cassini).
- 1891 : Montlahuc, hameau de la commune de Bellegarde.

### De la Révolution à nos jours
Comprise en 1790 dans le canton de Valdrôme, la commune de Bellegarde a été attribuée à celui de la Motte-Chalancon en l'an VIII.

## Politique et administration

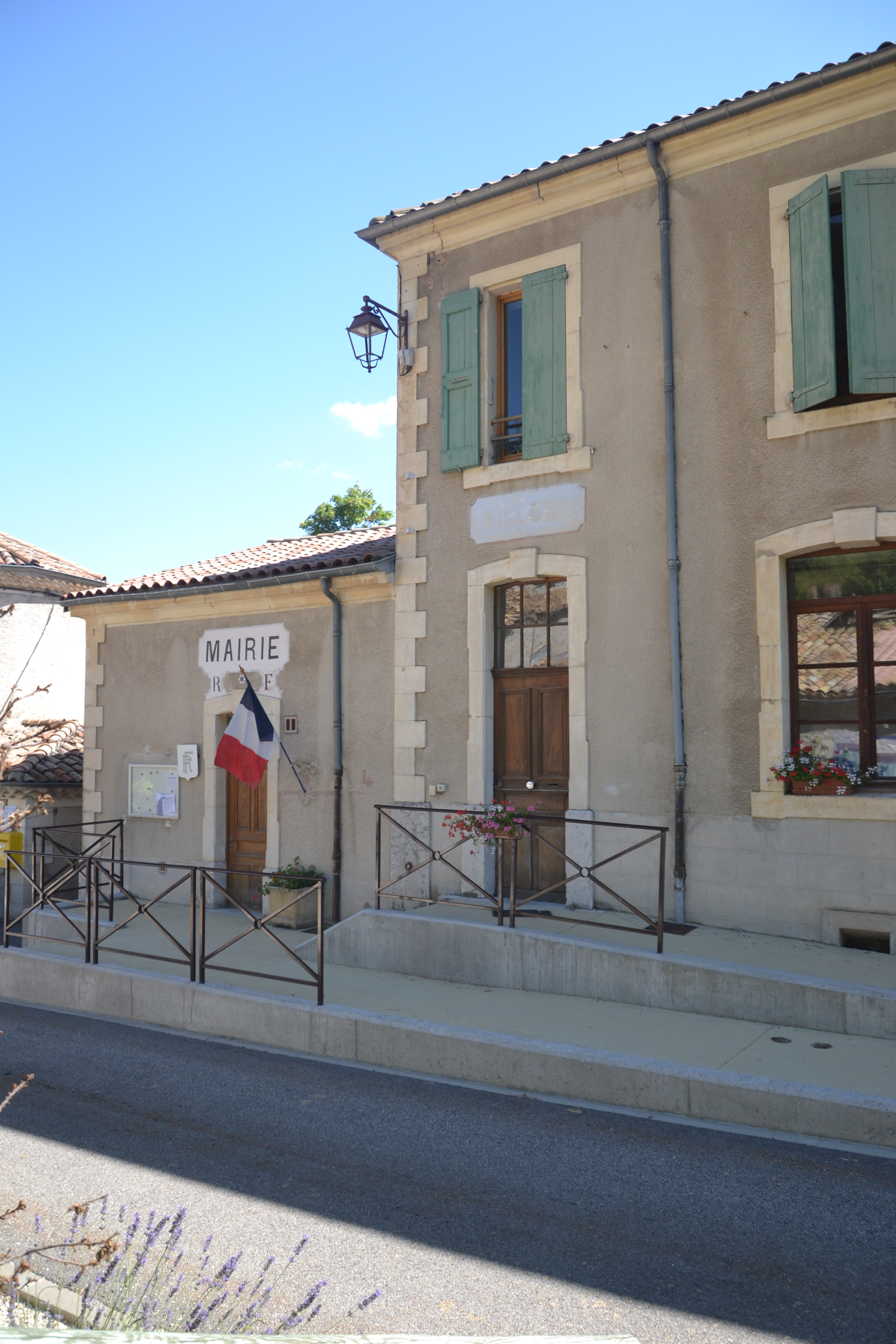
Mairie de Bellegarde en Diois.

### Liste des maires
| Période                                                                      | Période                   | Identité                           | Étiquette | Qualité       |
| ---------------------------------------------------------------------------- | ------------------------- | ---------------------------------- | --------- | ------------- |
| Les données manquantes sont à compléter. : de la Révolution au Second Empire |                           |                                    |           |               |
| 1790                                                                         | 1871                      | ?                                  |           |               |
| Les données manquantes sont à compléter. : depuis la fin du Second Empire    |                           |                                    |           |               |
| 1871                                                                         | 1874                      | ?                                  |           |               |
| 1874                                                                         | 1878                      | ?                                  |           |               |
| 1878                                                                         | 1884                      | ?                                  |           |               |
| 1884                                                                         | 1888                      | ?                                  |           |               |
| 1888                                                                         | 1892                      | ?                                  |           |               |
| 1892                                                                         | 1896                      | ?                                  |           |               |
| 1896                                                                         | 1900                      | ?                                  |           |               |
| 1900                                                                         | 1904                      | ?                                  |           |               |
| 1904                                                                         | 1908                      | ?                                  |           |               |
| 1908                                                                         | 1912                      | ?                                  |           |               |
| 1912                                                                         | 1919                      | ?                                  |           |               |
| 1919                                                                         | 1925                      | ?                                  |           |               |
| 1925                                                                         | 1929                      | ?                                  |           |               |
| 1929                                                                         | 1935                      | ?                                  |           |               |
| 1935                                                                         | 1945                      | ?                                  |           |               |
| 1945                                                                         | 1947                      | ?                                  |           |               |
| 1947                                                                         | 1953                      | ?                                  |           |               |
| 1953                                                                         | 1959                      | ?                                  |           |               |
| 1959                                                                         | 1965                      | ?                                  |           |               |
| 1965                                                                         | 1971                      | ?                                  |           |               |
| 1971                                                                         | 1977                      | ?                                  |           |               |
| 1977                                                                         | 1983                      | ?                                  |           |               |
| 1983                                                                         | 1989                      | ?                                  |           |               |
| 1989                                                                         | 1995                      | ?                                  |           |               |
| 1995                                                                         | 2001                      | Pascal Baudin                      |           | ouvrier       |
| 2001                                                                         | 2008                      | Pascal Baudin                      |           | maire sortant |
| 2008                                                                         | 2014                      | Pascal Baudin                      |           | maire sortant |
| 2014                                                                         | 2020                      | Pascal Baudin                      |           | maire sortant |
| 2020                                                                         | En cours (au 4 Août 2022) | Pascal Baudin[source insuffisante] | DVG       | maire sortant |

## Population et société

### Démographie
L'évolution du nombre d'habitants est connue à travers les recensements de la population effectués dans la commune depuis 1793. Pour les communes de moins de 10 000 habitants, une enquête de recensement portant sur toute la population est réalisée tous les cinq ans, les populations de référence des années intermédiaires étant quant à elles estimées par interpolation ou extrapolation. Pour la commune, le premier recensement exhaustif entrant dans le cadre du nouveau dispositif a été réalisé en 2007.

En 2022, la commune comptait 94 habitants, en évolution de +13,25 % par rapport à 2016 (Drôme : +2,64 %, France hors Mayotte : +2,11 %).
| 1793 | 1800 | 1806 | 1821 | 1831 | 1836 | 1841 | 1846 | 1851 |
| ---- | ---- | ---- | ---- | ---- | ---- | ---- | ---- | ---- |
| 604  | 530  | 812  | 637  | 672  | 607  | 570  | 529  | 527  |

| 1856 | 1861 | 1866 | 1872 | 1876 | 1881 | 1886 | 1891 | 1896 |
| ---- | ---- | ---- | ---- | ---- | ---- | ---- | ---- | ---- |
| 506  | 459  | 434  | 390  | 388  | 412  | 407  | 402  | 385  |

| 1901 | 1906 | 1911 | 1921 | 1926 | 1931 | 1936 | 1946 | 1954 |
| ---- | ---- | ---- | ---- | ---- | ---- | ---- | ---- | ---- |
| 321  | 292  | 248  | 203  | 186  | 169  | 157  | 141  | 110  |

| 1962 | 1968 | 1975 | 1982 | 1990 | 1999 | 2006 | 2007 | 2012 |
| ---- | ---- | ---- | ---- | ---- | ---- | ---- | ---- | ---- |
| 102  | 73   | 61   | 77   | 73   | 63   | 74   | 75   | 74   |

| 2017 | 2022 | - | - | - | - | - | - | - |
| ---- | ---- | - | - | - | - | - | - | - |
| 85   | 94   | - | - | - | - | - | - | - |

### Enseignement
Les élèves de Bellegarde-en-Diois commencent leurs études dans la commune, dans l'école maternelle, puis l'école primaire du village, composée de d'une classe de douze écoliers en 2021. Les collèges et lycées les plus proches se trouvent à Die. La commune est rattachée à l'académie de Grenoble.

### Manifestations culturelles et festivités
- Fête patronale : 1er août / Fête communale : dimanche suivant le 29 juin[13].

#### Loisirs
- Chasse et pêche[13].

### Médias
Le territoire de la commune se situe dans l'aire de diffusion de plusieurs médias :
- Presse écrite
  - Le Dauphiné libéré, quotidien régional qui consacre, chaque jour, y compris le dimanche, un ou plusieurs articles à l'actualité du canton et de la commune, ainsi que des informations sur les éventuelles manifestations locales, les travaux routiers, et autres événements divers à caractère local.
  - L'Agriculture Drômoise, journal d'informations agricoles et rurales, couvre l'ensemble du département de la Drôme.
  - Drôme Hebdo (ancien Peuple Libre), hebdomadaire chrétien d'informations.
- Presse audio-visuelle
  - France Bleu est une radio publique diffusée sur son territoire.

### Cultes
La paroisse catholique de Bellegarde en diois dépend du diocèse de Valence, doyenné de Sahune.

## Économie
En 1992 : pins (bois), lavande, ovins, caprins / produit local : pâtés (gibier).

### Tourisme
- Paysage montagneux[13].
- Vues du col de Prémol[13].
- Vieux village dans le vallon d'Establet[13].

## Culture locale et patrimoine

### Lieux et monuments
- Base d'un donjon médiéval arasé dominant le village[réf. nécessaire].
- Traces de fortification médiévales dans le hameau de Montlahuc[réf. nécessaire].
- Église rurale[13].
- Chapelle à Montlahuc[13].

### Héraldique, logotype et devise
|  | Bellegarde-en-Diois possède des armoiries dont l'origine et le blasonnement exact ne sont pas disponibles. |